# Ruta Geológica (Puebla de San Miguel)
La ruta Geológica se halla en el Parque natural de la Puebla de San Miguel, municipio del Rincón de Ademuz (Comunidad Valenciana, España).
Patrocinado por Sibelco Minerales, la Universidad de Valencia y la Generalidad Valenciana.

## Historia
El itinerario tiene por objeto poner en valor –valorizar- los aspectos geológicos más relevantes que han quedado expuestos por la actividad minera del caolín desarrollada en las minas de caolín.
Los desmontes, movimientos de tierra y frentes de mina pusieron en evidencia las enormes posibilidades, de cara a su aprovechamiento turístico, didáctico y medioambiental.

## Ubicación y descripción
Se halla en el límite septentrional de la comarca del Rincón de Ademuz, lindante con Riodeva (Teruel). El acceso más rápido es por Riodeva, siguiendo la TE-V-6012 desde la carretera N-330, que nace frente al antiguo «Almacén de la Azufrera» de Libros.
Contempla un total de ocho «Puntos de Interpretación Geológica» (PIG), asociados a otras tantas localizaciones, en las que resulta especialmente llamativo uno o varios elementos geológicos, situándose estos dentro de su contexto minero.
La elección de los PIG está condicionada por la propia geología del yacimiento, se ha intentado elegir una temática lo más variada posible, que cubre aspectos estratigráficos, cartográficos, tectónicos, paleo-geográficos e incluso geotectónicos. Los paneles informativos contienen textos bilingües, en español y valenciano, así como gráficos, dibujos, esquemas y fotografías altamente didácticos. Asimismo, la Ruta Geológica ha sido implementada con una importante actividad reforestadora, basada en pinos y arbustos locales.

## Puntos de Interpretación Geológica
La Ruta Geológica del Parque natural de la Puebla de San Miguel incluye ocho «Puntos de Interpretación Geológica» (PIG):
- PIG n.º 1: Del afloramiento al mapa geológico.
- PIG n.º 2: Geología de un frente de mina.
- PIG n.º 3: Deslizamiento de rocas del pico del Águila.
- PIG n.º 4: Troncos fósiles.
- PIG n.º 5: Discordancia angular.
- PIG n.º 6: La Chimenea de las Hadas.
- PIG n.º 7: Sedimentos y Estructuras.
- PIG n.º 8: Frente de explotación de arena caolinítica.

## Características del recorrido
- Inicio: en la Mina Sílex
- Final: en la mina Salmantina
- Tipo: linear
- Distancia: 2,65 km
- Desnivel de subida: 143 m
- Desnivel de bajada: 50 m
- Tiempo estimado: 2 horas

Según el Método de Información de Excursiones (MIDE): Severidad del medio natural donde se desarrolla (3), Dificultad de orientación (2), Dificultad de desplazamiento (2), Esfuerzo requerido (3).
Situación del primer panel: Datum ETRS_89 Huso 30 UTM: X 657.631/ Y 4.441.946
Situación del último panel: Datum ETRS_89 Huso 30 UTM: X 658 130/ Y 4.441.570